# Leif Øgaard
Leif Øgaard, född 5 januari 1952, är en norsk schackspelare som också är stormästare. Han har skrivit schackspalter i de norska dagstidningarna Adresseavisen och Aftenposten.

## Schackkarriär
Under schackarriären har Øgaard vunnit fem norgemästerskap, 1974, 1975, 1979, 1985 och 1993. 2007 blev han Norges nionde stormästare. I ett parti som sändes över radio 1982, besegrade Øgaard Viktor Kortjnoj, som då var världens näst starkaste spelare.
Øgaard lärde sig spela schack 1959, från sin pappa då han var sju år gammal. 1968 blev han norsk juniormästare.
1974 kom Øgaard på andraplats i en stark turnering i Dortmund, och han satsade då på schacket, men slet med att många turneringar hade för få stormästere för att kunne ta stormästarinteckningar, det vil säga, prestationer som kvalificerade til stormästertiteln. Han trappade ned karriären 1979, men efter det slutade två turneringar i Gausdal, 1981 och 1982, båda med seger till Øgaard och två av de tre behövda stormästarinteckningarna. Den sista inteckningen kom först 2007, då Øgaard spelade lagsschack för Oslo Schackselskap i Telioserien, den norska elitserien i schack.

## Spelstil
Øgards spelstil är utpräglat subtil och solid. Under partiets gång önskar han gärna en ackumulering av små fördelar som tillsammans lägger grunden för segern.